# ザ・ドリーマー
『ザ・ドリーマー』は宝塚歌劇団によって制作された舞台作品。月組公演。形式名は「ショー」。20場。作・演出は三木章雄。併演作品は『新源氏物語』。

## 公演期間と公演場所
- 1989年5月12日 - 6月27日　宝塚大劇場[1]
- 1989年8月3日 - 8月29日　東京宝塚劇場[2]

## 解説
※宝塚100年史（舞台編）の宝塚大劇場公演参考。
メルヘンチックな夢、時間や生命を越える永遠の夢、悪夢、若者たちの夢など、あらゆる夢をテーマに、フレッシュでスピーディーな、スリルに富んだショー作品。

## スタッフ
※氏名の後ろに「宝塚」「東京」の文字がなければ両劇場共通。
- 作曲・編曲：寺田瀧雄・高橋城・西村耕次
- 音楽指揮：橋本和明（宝塚）、北沢達雄（東京）
- 振付：羽山紀代美・朱里みさを・小井戸秀宅・須山邦明
- 装置：大橋泰弘
- 衣装：任田幾英
- 照明：今井直次
- 小道具：万波一重
- 効果：紙田明
- 音響監督：松永浩志
- 演出助手：小池修一郎・谷正純・中村一徳
- 舞台進行：恵見和弘
- 制作：飯島健
- 製作担当：横山美次（東京）

## 配役
※宝塚・東京共通
- 歌手、紳士、プレスリー、ピカソ、スター - 剣幸
- シンガー、淑女、パピヨンS、仔猫キキ - こだま愛
- シンガー、チャーリー・パーカー、ドリームボーイ - 涼風真世
- 団長 - 未沙のえる
- 黒の紳士、アメリカン・ガイA、夢猫女 - 桐さと実
- アメリカン・ボーイ - 旭麻里
- アメリカン・ドールA、ダンサー - 並樹かおり
- ダンサー - 舞希彩
- ガール、歌手、ダンサー - 朝凪鈴
- ジャズマン - 八汐祐季
- ジャズマン、アメリカン・ボーイ - 若央りさ・久世星佳
- コロンピーヌ白、ダンサー、歌手 - 紫とも
- コロンピーヌ黒 - 雪邑響子
- ジャズマン - 真織由季
- 紳士、アメリカン・ボーイ、歌手 - 天海祐希